# Pečatniki (stanice metra v Moskvě)
Pečatniki (rusky Печатники) je stanice moskevského metra. Pojmenována byla podle stejnojmenné oblasti. Je přestupní na stejnojmennou stanici na lince Bolšaja kolcevaja a stejnojmennou železniční zastávku obsluhovanou vlaky na lince MCD-2.

## Charakter stanice
Stanice se nachází na Ljublinské-Dmitrovské lince, zhruba v její střední části. Je konstruována jako hloubená, pilířová, s ostrovním nástupištěm, založená 8 m pod povrchem. Stanice má jeden výstup, vedený po pevném schodišti z východního konce nástupiště do rozsáhlého povrchového vestibulu. Také západní strana nástupiště je ukončena schodištěm, to se však nikam nenapojuje (výstup zatím nebyl dostavěn). Na obklad stěn za nástupištěm byl použit šedý mramor, na podlahu několik druhů žuly a na obklad sloupů pak mramor růžový. Nedaleko stanice se nachází i depo, obsluhující celou Ljublinsko-Dmitrovkou linku (před stanicí směrem k němu vede odbočka). Pečatniki slouží veřejnosti od 28. prosince 1995, stanice byla otevřena jako součást úseku Čkalovskaja – Volžskaja.